# (19155) Lifeson
(19155) Lifeson ist ein Asteroid des Hauptgürtels, der am 22. September 1990 vom US-amerikanischen Astronomen Brian P. Roman am Palomar-Observatorium (IAU-Code 675) in Kalifornien entdeckt wurde.
Der Asteroid ist nach dem kanadischen Musiker Alex Lifeson (* 1953) benannt.